# Manoir de Kervézec
Le manoir de Kervézec est un manoir situé sur la commune de Garlan, dans le département du Finistère.

## Historique

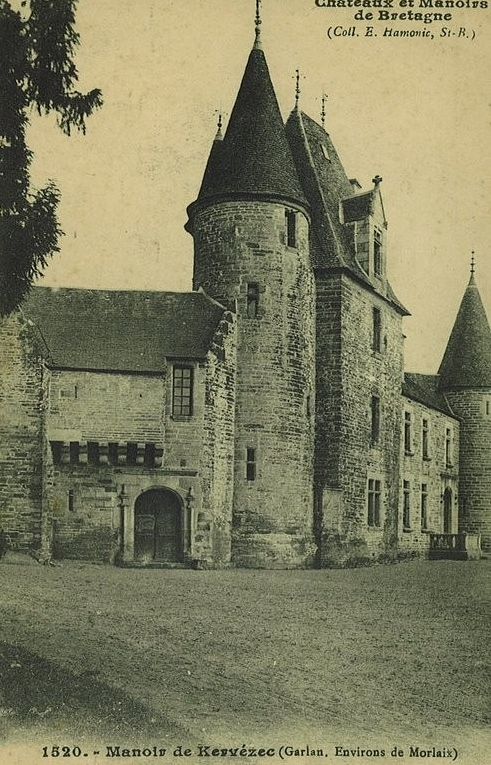
Le manoir de Kervézec (carte postale Émile Hamonic, vers 1920).

Le manoir actuel date de 1568. Il a probablement été construit par l'architecte morlaisien Michel Le Borgne. Il a été remanié au xixe siècle  par Pol Potier de Courcy.
Le manoir de Kervézec est resté dans la même famille pendant près de 400 ans passant notamment des familles Guillotou de Kerduff , Le Gualès de Lanzéon , Potier de Courcy et Abrial. Il a été vendu en 1979 .
Le monument fait l’objet d’une inscription au titre des monuments historiques depuis le 19 avril 1990.

## Description
Alfred Potier de Courcy, auteur notamment de Le Breton, paru en 1842, décrit la propriété familiale ainsi en parlant de la salle et de la cuisine. La salle : « qui paraît toujours froide et nue », est aménagée selon le goût des années 1830-1840, avec des tapisseries, des meubles anciens ou récents, des fauteuils abîmés. Elle « montre avec orgueil, appendus à ses sombres boiseries, les portraits d'une longue série d'ancêtres, tous aussi nobles qu'obscurs, et dont M. de Kerlouarnek […] est fier […]. Mais il serait plus embarrassé s'il lui fallait rappeler en détail les titres de leur illustration, car son arbre généalogique, qui contribue aussi à la décoration de la salle, est extrêmement laconique ».
« Lorsqu'on suit l'allée qui file entre de larges prairies, il apparaît élégant, mais gardant néanmoins l'allure de petit château-fort, avec sa galerie en embrasures et mâchicoulis » écrit Jean de Trigon en 1941.

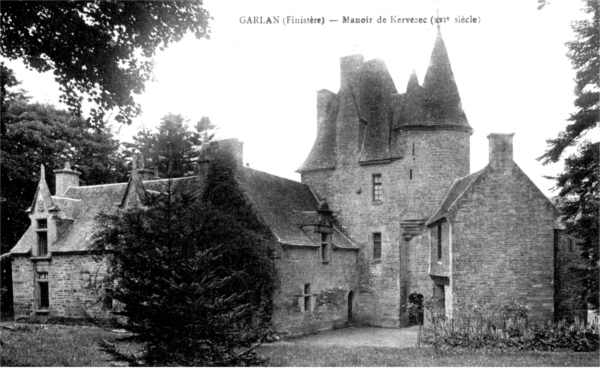
Le manoir de Kervezec vers 1920 (carte postale).
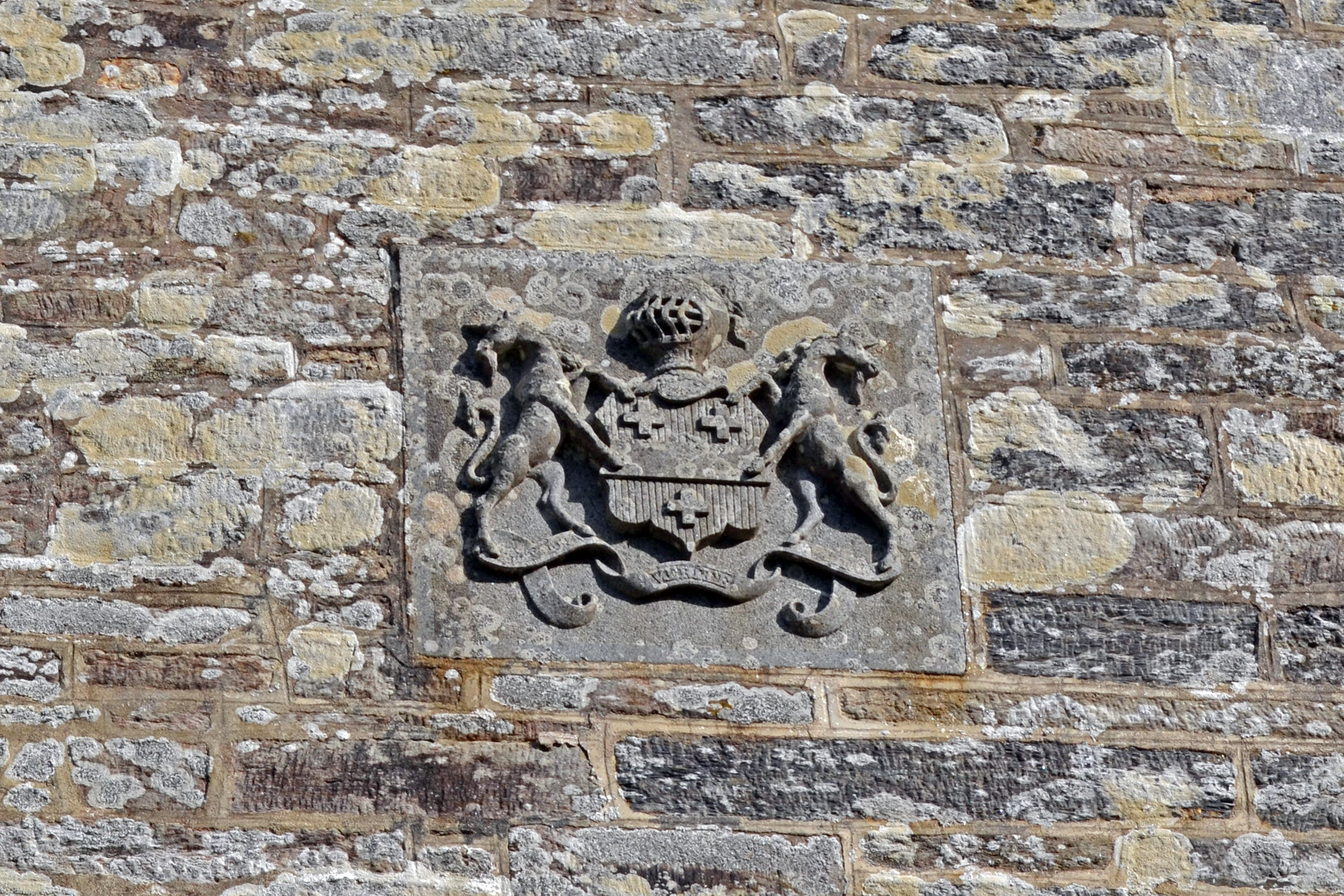
Blason sur la façade du manoir.